# One and the Same
"One and the Same" là một bài hát của hai ca sĩ Demi Lovato và Selena Gomez cho bộ phim Mỹ Princess Protection Program. Bài hát được viết bởi Vitamin C, Michael Kotch và Dave Derby; sản xuất bởi Mitch Allan. Bài hát có góp mặt trong đĩa DVD của phim. Bài hát còn xuất hiện trong album tuyển chọn của Disney, Disney Channel Playlist, phát hành ngày 9 tháng 6 năm 2009.

## Xếp hạng
| Bảng xếp hạng (2009)     | Vị trí cao nhất |
| ------------------------ | --------------- |
| Hoa Kỳ Billboard Hot 100 | 82              |